# Vereinigung Alternativer Investments
Die Vereinigung Alternativer Investments (VAI) ist die Interessenvertretung der am österreichischen Kapitalmarkt vertretenen Anbieter von Alternativen Investments. Die Vereinigung wurde 2003 gegründet.
Ihre Aufgabe besteht darin, die Anlageklasse Alternatives Investments (AI) in Österreich nachhaltig attraktiv zu gestalten und für diese zu werben. Weiters setzt sich die VAI durch gezieltes Lobbying und mit Forderungen an Gesetzgeber und Aufsichtsbehörden dafür ein, den „AI Standort Österreich“ zu einem Paradestandort zu machen. Gleichzeitig wird daran gearbeitet, das Niveau des Anlegerschutzes gerade für Privatinvestoren zu steigern. 
Die VAI hat bei Anerkennung von Hedgefondsindizes in der OGAW-Richtlinie mitgewirkt. Am 18. Juli 2007 hat der Ausschuss der europäischen Wertpapierregulierungsbehörden bestätigt, erstmals Hedgefonds in Investmentfonds einzubinden. Somit fallen auch Alternative Investments unter die bestehende OGAW-Richtlinie für Investmentfonds. 